# Cal Mingo (Tarroja de Segarra)
Cal Mingo és un edifici del municipi de Tarroja de Segarra (Segarra) inclosa en l'Inventari del Patrimoni Arquitectònic de Catalunya.

## Descripció
Es tracta d'una construcció de dos pisos amb golfa que antigament havia funcionat com a molí. La façana d'accés d'aquest edifici mira a la Crta. Vella de Guissona- Cervera i està construïda amb carreus de pedra irregulars.

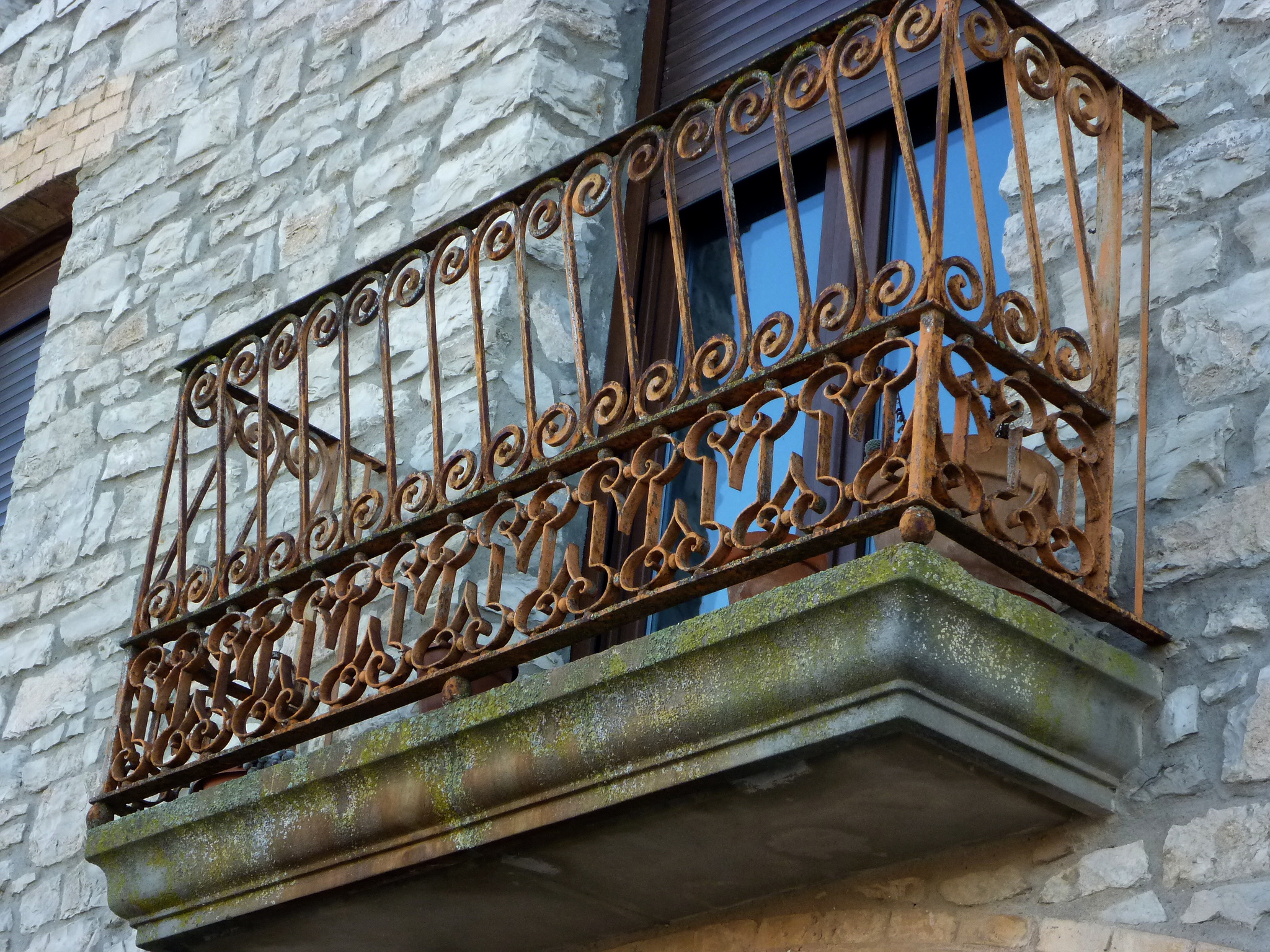
Balcó de forja

La planta baixa està centralitzada per una gran portada d'arc escarser, custodiada per una porta rectangular més petita que dona accés a la zona d'habitatge i una finestra amb reixa de forja. Les tres obertures estan emmarcades amb una motllura de maons que contrasta amb la pedra de la façana. A la segona planta dos finestrals rectangulars amb ampit i una motllura de maons als laterals, i una porta balconera d'arc escarser amb balcó de forja al centre.
A la golfa tres petites obertures rectangulars
La façana Sud segueix l'esquema de l'anterior, exceptuant una galeria superior formada per tres arcades de mig punt realitzades amb maons.